# Клеопатра Селена I
Клеопатра Селена I або Клеопатра V (дав.-гр. Κλεοπάτρα Σελήνη, між 135 до н. е. та 130 до н. е. — 69 до н. е.) — цариця Єгипту у 115–103 до н. е.

## Життєпис
Походила з династії Птолемеїв. Молодша донька Птолемея VIII та Клеопатри III. При народженні отримала ім'я Селена. Про молоді роки немає відомостей. У 115 році до н. е. за наполяганням матері одружилася зі своїм братом Птолемеєм Латіром, після того, як він був вимушений розлучитися з іншою сестрою — Клеопатрою IV. Реальною правителькою була її мати. Після укладання шлюбу стала зватися Клеопатрою. Від Птолемея мала доньку Береніку III.
У 107 до н. е. після конфлікту Клеопатри III з чоловіком Селени Птолемея Латіра було повалено. Останній втік до Кіпру. Мати розлучила Клеопатру Селену з чоловіком й видала в шлюб з іншим братом Птолемеєм Александром. Мала від нього сина. У 103 до н. е. мати знову розлучила Клеопатру Селену з другим чоловіком.
У 103 до н. е. стала дружиною Антіоха VIII Гріпа, царя Сирії. Після загибелі у 96 до н. е. чоловіка Клеопатра Селена стала дружиною його вбивці — Антіоха IX Кізікського.
У 95 до н. е. після вбивства Антіоха Кізікського стала дружиною його вбивці (водночас був небожем Клеопатри Селени) — Антіоха X Евсеба. Від нього мала 2 синів.
У 89 до н. е. після загибелі Антіоха Евсеба у війні з Парфянською державою, Клеопатра Селена перебралася до Кілікії.
У 80 до н. е., після загибелі Птолемея XI, від імені своїх синів (шлюб з Антіохом Кізікським) висунула права на трон Єгипту. Ця суперечка була передана на розгляд римського сенату. Останній став на бік Птолемея Авлета, вирішивши це питання у 78 році до н. е. Після цього перебралася до Птолемаїди у Фінікії (сучасне м. Акра).
У 69 до н. е. це місто було захоплено Тиграном II, царем Великої Вірменії, й незабаром Селену страчено у Селевкії-на-Зевгмі.

## Родина
1. Чоловік — Птолемей IX, цар Єгипту
Діти:
- Береніка (120 до н. е. — 80 до н. е.)

2. Чоловік — Птолемей X Александр, цар Єгипту
Діти:
- Птолемей (д/н — 80 до н. е.), цар Єгипту у 80 році до н. е.

3. Чоловік — Антіох VIII Гріп
дітей не було
4. Чоловік — Антіох IX Кізікський
дітей не було
5. Чоловік — Антіох Х Евсеб
Діти:
- Антіох (д/н — 64 до н. е.)
- Селевк